# Жуан Льянерас
Жуан Льянерас (кат. Joan Llaneras, 17 травня 1969) — іспанський велогонщик, олімпійський чемпіон.

## Виступи на Олімпіадах
| Олімпіада    | Дисципліна                                 | Місце |
| ------------ | ------------------------------------------ | ----- |
| Атланта 1996 | Командна гонка переслідування, 4000 метрів | 5     |
| Атланта 1996 | Очкова гонка                               | 6     |
| Сідней 2000  | Очкова гонка                               | 1     |
| Сідней 2000  | Медісон                                    | 13    |
| Афіни 2004   | Очкова гонка                               | 2     |
| Афіни 2004   | Медісон                                    | 6     |
| Пекін 2008   | Очкова гонка                               | 1     |
| Пекін 2008   | Медісон                                    | 2     |